# Marie-Hélène Cardot
Pour les articles homonymes, voir Cardot.
Marie-Hélène Cardot (14 juillet 1899, Tétaigne (Ardennes) - 13 août 1977, Douzy Ardennes), est une femme politique française.

## Une vie entre résistance et politique
Marie-Hélène Jacquemin rencontre son époux Ernest Cardot en 1918 et le suit à Douzy où il dirige une entreprise de transport puis un atelier de mécanique. Elle le seconde dans cette entreprise familiale de construction métallique.

### Une résistante dans l'épreuve (1939-1945)
Dans les semaines qui précèdent l’armistice du 22 juin 1940, Ernest Cardot qui ne peut accepter de voir son pays occupé par les Allemands, organise une filière d’évasion pour les prisonniers de guerre. Responsable des francistes dans le département avant la guerre, il engage néanmoins la lutte contre l'occupant. Marie-Hélène Cardot est brièvement arrêtée et internée en 1941. Après l’assassinat d’Ernest le 5 juin 1943, Mme Cardot continue la lutte et poursuit son assistance aux maquisards et aux évadés, au sein du réseau « Organisation civile et militaire ». Le 18 juin 1944, elle est arrêtée et incarcérée à Charleville-Mézières. Elle est libérée le 29 août 1944 lors de l'entrée des troupes américaines dans la ville.

### Naissance d'une femme politique (1945-1948)
En 1946, elle fait partie des 21 femmes élues au tout nouveau Conseil de la République (en tant que représentante des Ardennes), où elle est élue au poste de secrétaire les 27 décembre 1946, 14 janvier 1947 et 14 janvier 1948. Elle siège à la commission du ravitaillement et à celle des pensions. Elle intervient à plusieurs reprises pour défendre le statut des veuves et des orphelins de guerre, problèmes qui lui sont bien connus puisqu’elle préside l’association ardennaise des veuves et des orphelins de guerre, ainsi que l’association départementale des déportés et des internés,,,.
Catholique fervente, anticommuniste, elle évolue, après son engagement dans la résistance et son veuvage — son mari avait été membre des Croix-de-Feu — vers le centre-droit et le Mouvement républicain populaire-

### Réélection au Conseil de la République (1948-1958)
Réélue sénateur des Ardennes en 1948, avec l'étiquette MRP, elle siège à la commission de la famille et à celle des pensions qu'elle présidera à partir de 1955. Parlementaire très active, elle est chargée de nombreux rapports par la commission des pensions et intervient très souvent pour défendre la cause des familles touchées par la guerre et celle des anciens combattants, notamment lors des discussions budgétaires.

« La grande victime de la guerre, n’est-ce pas incontestablement l’enfant ? Une sous-alimentation prolongée, des conditions de vie où les plus élémentaires soins d’hygiène étaient méconnus, des chocs nerveux provoqués par de douloureux et sauvages spectacles, voilà ce que de trop nombreux enfants de France ont connu pendant les longues années de guerre. Ceux qui ont eu la tristesse de perdre leur père ont besoin plus que d’autres de soins particuliers que voudraient leur donner ceux qui ont la bonté de les accueillir, de leur rendre, avec l’affection, un foyer, Monsieur le ministre, veuillez tout particulièrement y penser. »

— Intervention du 2 août 1950 sur le projet de loi relatif à l’amélioration de la situation des anciens combattants et victimes de guerre

### Sénatrice de la VeRépublique (1959-1971)
À son activité nationale, Marie-Hélène Cardot ajoute une carrière locale également bien remplie en exerçant les mandats de maire de Douzy (durant 19 ans) et de conseiller général des Ardennes. Cette forte implantation locale lui permet d'être réélue sans difficulté au Conseil de la République, puis au Sénat dont elle est la Vice-Présidente de 1959 à 1971, date à laquelle elle quitte la Haute Assemblée.
Elle siègera à la commission des affaires sociales. Elle déposera une proposition de loi sur l’ordre des géomètres-experts, intervient dans la discussion relative aux assurances sociales des exploitants agricoles, s’intéresse aux Vietnamiens rapatriés en France, à l’emploi des enfants dans le spectacle, à la garantie de l’emploi en cas de maternité, à l’usage des contraceptifs, à l’exercice du droit syndical dans les entreprises et participe activement à la discussion de chaque projet de loi de finances.

## Mandats locaux et nationaux

### Mandats municipaux
- Conseiller municipal de Douzy en avril 1945
- Adjointe au maire en septembre 1946
- Maire de Douzy de 1951 à 1953, puis de 1959 à 1977

### Mandats cantonaux
- Conseiller général pour le Canton de Mouzon de septembre 1945 à 1977

Commission de l'assistance et de l'hygiène publique.

### Mandats sénatoriaux

#### Sous la IVeRépublique au Conseil de la République
- du 8 décembre 1946 au 7 novembre 1948 :

Secrétaire du Conseil de la République ; commission du ravitaillement ; commission des pensions ; commission chargée des membres de la résistance dans la métropole pendant l'occupation.
- du 7 novembre 1948 au 19 juin 1955 :

Commission de la famille, de la population et de la santé publique ; commission des pensions ; commission de l'éducation nationale ; commission de la reconstruction ; commission des affaires économiques ; commission du travail et de la sécurité sociale.
- du 19 juin 1955 au 26 avril 1959 :

Présidente de la commission des pensions ; commission de l'éducation nationale ; commission des affaires économiques ; commission de la famille ; commission du travail et de la sécurité sociale. Commission chargée d'étudier les demandes présentées par les associations d'anciens combattants. Membre du conseil d'administration de l'office national des anciens combattants et victimes de la guerre.
Vice-présidente de la commission des affaires sociales.

## Distinctions
- Chevalier de la Légion d'honneur, remise le 8 mai 1973[réf. souhaitée] par Alain Poher à celle qu’il qualifiait de « Sainte du Palais » : « En tant que vice-présidente du Sénat, vous avez joué un grand rôle auprès de multiples organismes où votre sens du dialogue fut d’une rare efficacité... Soyez sûre que le Sénat vous est reconnaissant de ces 25 années d’activité et vous remercie du témoignage que vous avez apporté pendant toute votre vie. Pour nous, vous resterez "la Sainte du Palais" ».
- Croix de guerre 1939-1945
- Médaille de la Résistance française (décret du 3 août 1946)
- Chevalier de l'ordre de Léopold (Belgique)

## Citation
- « J’étais bien peu préparée à une carrière politique... J’ai essayé d’avoir le souci constant de la défense des droits des citoyens en excluant tout sentiment de haine. »